# John Talbot, I conde de Shrewsbury

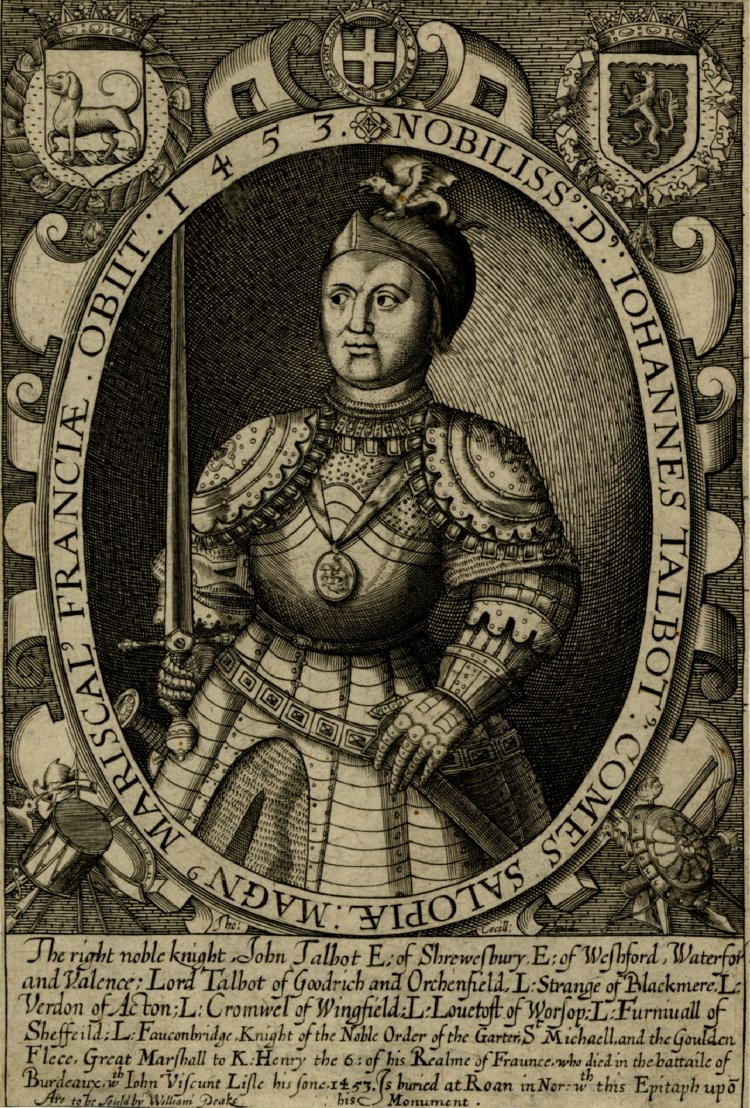
"El noble y correcto caballero John Talbot Conde de Shrewsbury". Grabado de Thomas Cecill c. 1625–32, Museo británico, Cat.no. 1862,1011.234

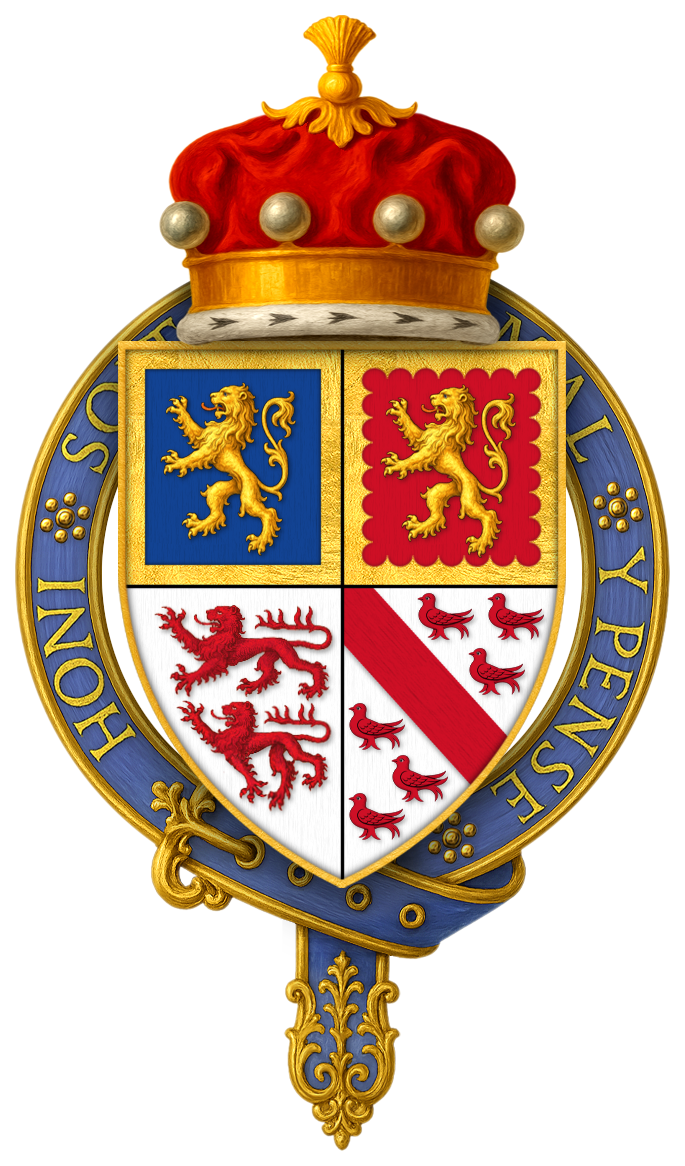
Armas de Sir John Talbot, VII Barón Talbot, al recibir la Más Noble Orden de la Jarretera

Sir John Talbot, I conde de Shrewsbury, I conde de Waterford, VII Barón Talbot, KG (c. 1387-17 de julio de 1453), conocido como "Viejo Talbot", fue un noble y comandante militar inglés activo durante la guerra de los Cien Años. Conocido por ser duro, cruel y pendenciero, Talbot se distinguió militarmente en una época de declive del dominio inglés. Apodado el "Aquiles inglés" y el "Terror de los franceses", fue mencionado en las obras de Shakespeare. Las circunstancias de su muerte, dirigiendo una carga contra la artillería, simboliza el final de la época de la caballería. Tuvo también los títulos secundarios de X Baron Strange de Blackmere y VI Barón Furnivall jure uxoris.

## Orígenes
Era descendiente de Richard Talbot, un arrendatario en 1086 de Walter Giffard en Woburn y Battlesden en Bedfordshire. Los Talbot eran vasallos de los Giffards en Normandía. Hugh Talbot, probablemente el hijo de Richard, hizo una donación a la abadía de Beaubec, confirmada por su hijo Richard Talbot en 1153. Este segundo Richard (m. 1175) aparece en 1166 como disfrutario de tres fees del Honor de Giffard en Buckinghamshire. También fue titular de un fee en Linton en Herefordshire, por el que su hijo Gilbert Talbot (m. 1231) obtuvo una concesión nueva en 1190. El nieto de este Gilbert, otro Gilbert (m. 1274) se casó con Gwenlynn Mechyll, hija única y heredera del Príncipe galés Rhys Mechyll, cuyo escudo de armas fue asumido por los Talbot en lugar de sus anteriores armas propias. Su hijo, Sir Richard Talbot, uno de los firmantes de la Carta de los Barones de 1301, poseyó el manor de Eccleswall en Herefordshire iure uxoris de su esposa Sarah, hermana de William de Beauchamp, IX conde de Warwick. En 1331, el hijo de Gilbert, Richard Talbot (1276–1346) fue convocado al Parlamento, lo cual se considera una prueba de su estatus baronal. Su hijo Richard se casó con Elizabeth Comyn, que aportó Goodrich Castle en herencia.
John Talbot nació aproximadamente en 1384 o, más probablemente, alrededor de 1387, el segundo hijo de Richard Talbot (IV Barón Talbot) de Goodrich Castle y Ankaret, hija y heredera única del IV Barón Strange de Blackmere. Su lugar de nacimiento fue Black Mere Castle (cabeza de las propiedades de su madre), cerca de Whitchurch, Shropshire, en lo que es ahora un monumento planificado que recibe el nombre de Blakemere Moat, lugar de la demolida residencia fortificada. Su hermano más joven Richard se convirtió en Arzobispo de Dublín y Lord Canciller de Irlanda: fue uno de los estadistas irlandeses más influyentes de su tiempo, y el seguidor más leal de su hermano durante sus problemáticos años en Irlanda. John también tuvo un hermano mayor, Gilbert (nacido 1383), heredero de los títulos y propiedades de Talbot y Strange.
Su padre murió en 1396, cuando Talbot tenía solo nueve años, y fue el segundo marido de su madre Ankaret, Thomas Neville, Lord Furnivall, el que influyó de manera importante en sus primeros años. El matrimonio (1401) también dio la oportunidad de heredar un título al segundo hijo, ya que Neville no tuvo descendencia, con el título de Barón de Furnivall pasando a su hija mayor Maud, que se casaría con John. Esto permitió a John convertirse en John Talbot, VI Barón Furnivall.

## Matrimonios y descendencia
Talbot se casó antes del 12 de marzo de 1407 a Maud Neville, VI Baronesa Furnivall, hija y heredera de su padrastro Thomas Neville, V Barón Furnivall. Se cree que tuvieron seis hijos:
- John Talbot, II conde de Shrewsbury (c. 1413 - 10 de julio de 1460)
- Thomas Talbot (19 de junio de 1416, Finglas, Irlanda - 10 de agosto de 1416)
- Katherine Talbot (c. 1418 – c. 1500) esposa de Nicholas Eyton (c. 1405 - c. 1450), Sheriff de Shropshire 1440 & 1449.[6]
- Sir Christopher Talbot (1419 - 10 de agosto de 1443)
- Lady Joan Talbot (c. 1422), esposa de James Berkeley, Barón Berkeley
- Ann Talbot, esposa de John Bottreaux, de Abbot Salford.

A la muerte de su sobrina en 1421 recibió las Baronías de Talbot y Strange. Su primera mujer, Maud, murió el 30 de mayo de 1422. Su esposa Maud murió en mayo de 1422, se cree que durante el parto de su hija Joan.
El 6 de septiembre de 1425, en la capilla en Warwick Castle, contrajo matrimonio con Lady Margaret Beauchamp, hija de Richard de Beauchamp, XIII conde de Warwick y Elizabeth de Berkeley. Tuvieron cinco hijos:
- John Talbot, vizconde Lisle (1426 - 17 de julio de 1453)
- Sir Louis Talbot (c. 1429  1458) de Penyard
- Sir Humphrey Talbot (antes de 1434-1492, Monte Sinai), mariscal de Calais.[7] Murió probablemente en el monasterio de Santa Catalina.
- Lady Eleanor Talbot (c. febrero/marzo de 1436 - 30 de junio de 1468) esposa de Sir Thomas Butler, y amante de Eduardo IV.
- Lady Elizabeth Talbot (c. diciembre de 1442/enero de 1443 - 6 de noviembre de 1506/10 de mayo de 1507). Esposa de John de Mowbray, IV duque de Norfolk.

Se sabe que Talbot tuvo al menos un hijo ilegítimo, Henry. Pudo haber servido en Francia con su padre, ya que se sabe que un hijo de bastardo del Conde de Shrewsbury fue capturado por el Delfín Luis el 14 de agosto de 1443.

## Primeros años de carrera y servicio en Irlanda
Entre 1404 a 1413 sirvió junto a su hermano mayor sofocando la revuelta galesa de Owain Glyndŵr. Entretanto, fue convocado al Parlamento en representación de su mujer. Desde febrero de 1414 ocupó el cargo de Lord Teniente de Irlanda, donde tuvo varios enfrentamientos militares. Tuvo disputas con James Butler, conde de Ormond y Reginald Grey, Barón Grey de Ruthyn sobre la herencia del honor de Wexford. Hubo quejas por su duro gobierno en Irlanda y por actitudes violentas en Herefordshire, donde era amigo del Lolardo Sir John Oldcastle, y por disputas por terrenos con vasallos del Conde de Arundel.
La disputa con el Conde de Ormond generó un largo enfrentamiento entre Talbot y su hermano, el Arzobispo de Dublín, por un lado, y la familia Butler y sus aliados los Berkeleys por otro. La contienda llegó a su cénit en los años 1440, hasta el punto de que cada cargo sénior en Irlanda habían tomado partido por uno de los dos bandos; ambos fueron amonestados por el Consejo Privado por debilitar elgobierno inglés en Irlanda, y se les reogó que limaran diferencias. Finalmente, la situación se calmó tras el matrimonio del hijo y heredero de Talbot con la hija de Ormond, Lady Elizabeth Butler.
Durante la primera estancia de John en Irlanda, su hermano mayor Gilbert servía como soldado en Francia. Gilbert murió el 19 de octubre de 1418 en el asedio de Rouen, y sus tierras fueron heredadas por su hija única y heredera Ankaret Talbot, sobrina de John. Ankaret, VI Baronesa Talbot, murió poco después el 13 de diciembre de 1421 y Talbot heredó todas las tierras familiares, convirtiéndose en VII Barón Talbot.
Entre 1420 a 1424 sirvió en Francia, aparte de un breve regreso al final del primer año para organizar los festejos por la coronación de Catalina de Valois, prometida de Enrique V. Regresó a Francia en mayo de 1421 y participó en la Batalla de Verneuil el 17 de agosto de 1424 ganando la Orden de la Jarretera.
En 1425, fue nuevamente Lord Teniente de Irlanda; serviría otra vez en 1446–7. En la última ocasión fue creado Conde de Waterford y Gran Senescal hereditario de Irlanda.

## Servicio en Francia
Hasta este momento su carrera había sido la de un turbulento Lord de las Marcas, empleado en puestos donde una mano fuerte es útil. Adquiriría la fama, no obstante, por su actuación en Francia.
En 1427 regresó a Francia, donde luchó junto al Duque de Bedford y al Conde de Warwick con distinción en Maine y en el Asedio de Orléans. Luchó en la Batalla de Patay el 18 de junio de 1429 dónde fue capturado y mantenido prisionero durante cuatro años. Fue intercambiado por el francés Jean Poton de Xaintrailles y regresó a Inglaterra en mayo de 1433. Permaneció allí hasta que regresó a Francia en julio para servir bajo el Conde de Somerset.
Talbot era un soldado osado y agresivo, quizás el capitán más audaz de la época. Él y sus hombres estaban siempre listos para recapturar una ciudad u oponerse a un avance francés. Su marca eran los ataques rápidos y agresivos. Fue recompensado con el nombramiento de Teniente y Gobernador General en Francia y Normandía y, en 1434, el Duque de Bedford le hizo Conde de Clermont. También reorganizó el ejército con capitanes y tenientes, entrenó los hombres para los asedios, y les equipó adecuadamente. Pero a la muerte del Duque de Bedford en 1435, el gobierno borgoñón de París se pasó a los franceses, dejando a Talbot, conocido como le roi talbot ("rey Talbot") como el principal general inglés.
El 2 de febrero de 1436, dirigía un pequeño grupo en el que estaban Sir Thomas Kyriell y Lord Scales y derrotaron a La Hire y Xaintrailles en Ry cerca de Rouen. Más tarde ese mismo año, logró recuperar grandes extensiones de tierra en País de Caux en Normandía oriental que se habían perdido unos meses atrás. Al alba del 13 de febrero de 1437 tomó espectacularmente la ciudad de Pontoise al norte de París, llegando a amenazar la capital. Ese mismo año en Crotoy, después de un audaz paso del Somme, puso en fuga a un numerosos ejército Borgoñón. En la noche del 22 al de 23 de diciembre de 1439, tras un ataque sorpresa por un flanco a su campamento, dispersó a un ejército de 6000 del Condestable Richemont, y el 7 de julio de 1440 recuperó Harfleur. En 1441, persiguió alel ejército francés en cuatro ocasiones sobre los ríos Sena y Oise ríos en un intento de obligarles a presentar batalla.

## Lord Shrewsbury
En torno a febrero de 1442, Talbot regresó a Inglaterra para pedir refuerzos urgentes para el Duque de York en Normandía. En marzo, bajo los órdenes del rey, se requisaron barcos para este propósito, con Talbot como responsable de reunir barcos desde el Puerto de Londres y de Sandwich.
El domingo de Pentecostés, 20 mayo, Enrique VI le creó Conde de Shrewsbury. Justo cinco días más, con los refuerzos requeridos, Talbot regresó a Francia donde se concentraron en junio en Harfleur. Durante esa época, conoció por primera a su hija de seis años, Eleanor y con bastante seguridad dejó nuevamente embarazada a la recién creada Condesa Margaret.
En junio de 1443, Talbot regresó nuevamente a Inglaterra en nombre del Duque de York para solicitar nuevos refuerzos, pero esta vez su petición fue denegada por el Consejo, enviando en su lugar una fuerza separada mandada por el cuñado de Shrewsbury, Edmund Beaufort. Su hijo, Christopher, permaneció en Inglaterra donde fue asesinado poco después en una reyerta a los 23 años por uno de sus propios hombres, Griffin Vachan de Treflidian el 10 de agosto en "Cawce, Condado Salop" (Caus Castle).

## El Aquiles inglés

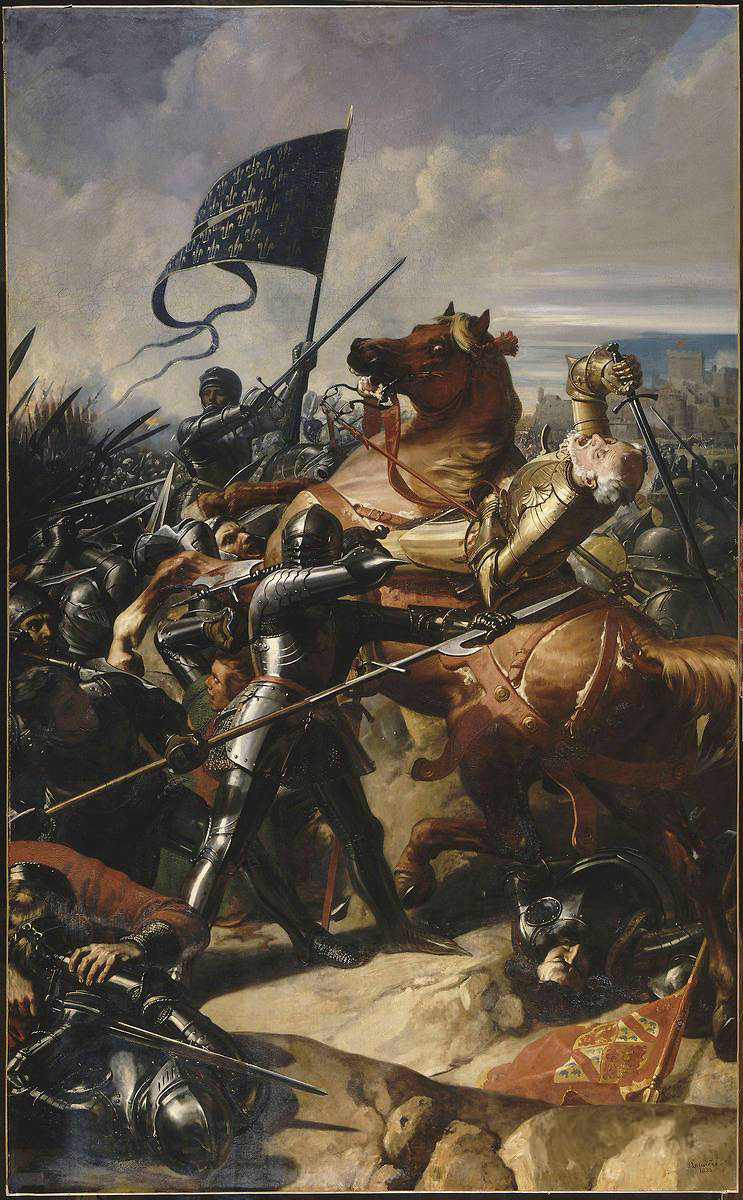
La Muerte de Shrewsbury en la Batalla de Castillon, representada por Charles-Philippe Larivière.

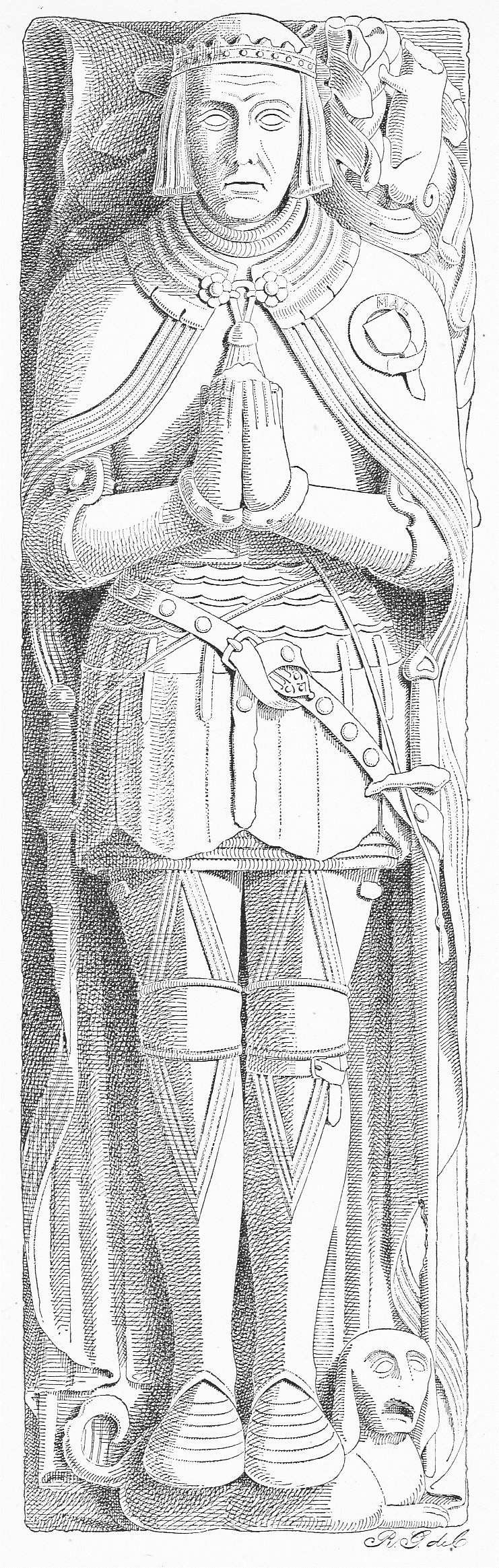
Efigie de John Talbot, I Conde de Shrewsbury, KG (m. 1453), Whitchurch, Shropshire. Un perro talbot aparece como cimera (falta cabeza) en su casco en el que reposa su cabeza y también como reposapiés.

Fue nombrado Condestable de Francia en 1445 por Enrique VI (como rey de Francia). Tomado rehén en Rouen en 1449 prometió no vestir armadura nunca más contra el rey francés, y fue fiel a su palabra. Sin embargo, aunque no luchó personalmente, continuó mandando fuerzas inglesas contra los franceses. En Inglaterra era considerado como el mejor general de los que disponía el rey, que confió en su apoyo en Dartford en 1452, y en 1450 para suprimir la rebelión de Cade. En 1452 se le ordenó ir a Burdeos como teniente del Ducado de Aquitania, y desembarcó allí el 17 de octubre. Reparó las guarniciones mientras soportaba la cada vez mayor presión francesa, cuando algunos refuerzos llegaron con su hijo John, en primavera de 1453, y capturó Fronsac.

## Muerte

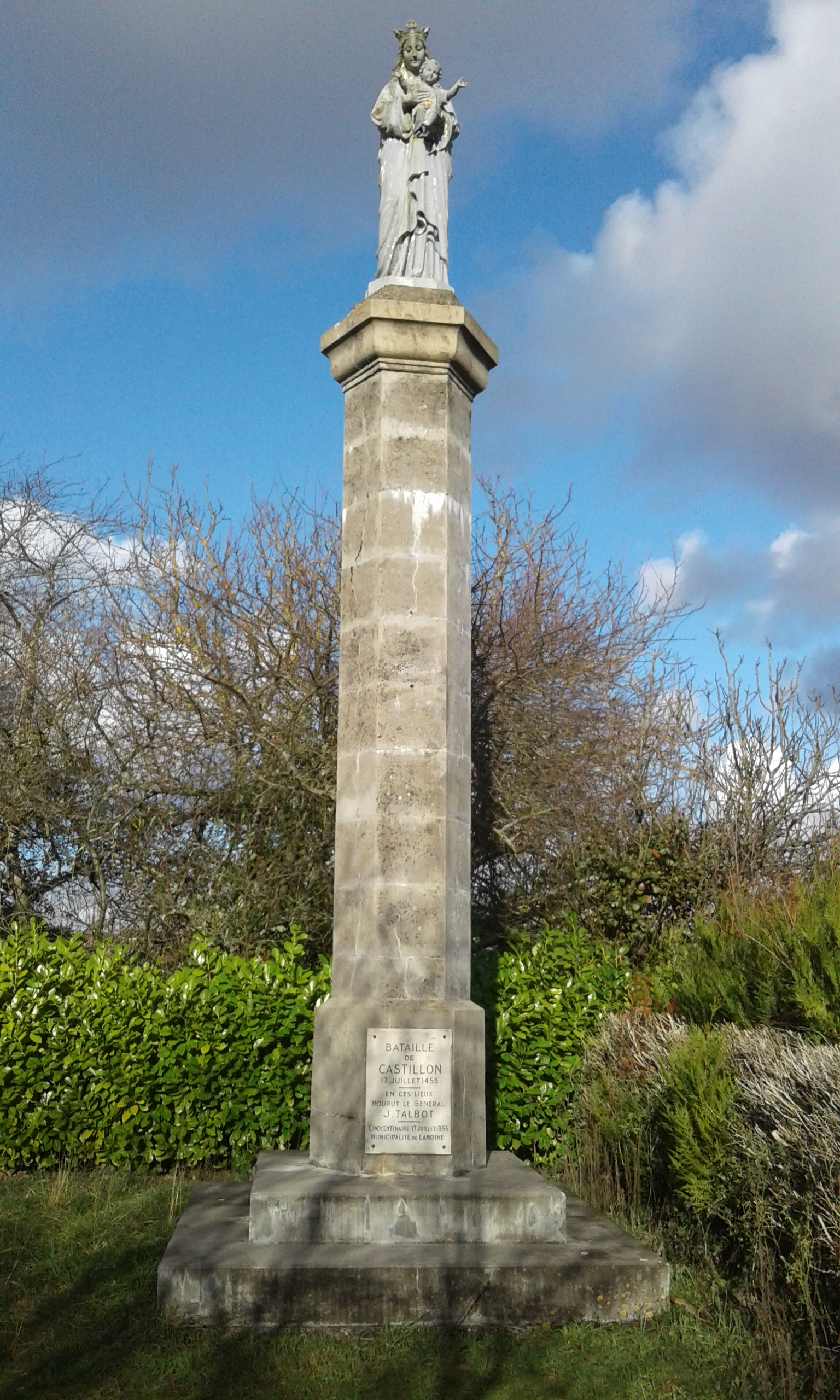
Monumento a John Talbot en el campo de batalla de Castillon

Fue derrotado y muerto el 17 de julio de 1453 en la Batalla de Castillon cerca de Burdeos, que puso fin al gobierno inglés de Aquitania, una causa principal de la guerra de los Cien Años. Al parecer, su caballo fue fatalmente alcanzado, y Talbot quedó atrapado debajo, lo que aprovechó un soldado francés para rematarle con un hacha. Su corazón fue enterrado en la puerta de la Iglesia de San Alkmund, Whitchurch, Shropshire.

Los generales franceses victoriosos levantaron un monumento a Talbot en el campo llamado Notre Dame de Talbot y un Cronista francés le dedicó un elogio:

"Tal fue el fin de este famoso y renombrado comandante inglés que por tanto tiempo había sido una de las más formidables espinas para los franceses, que le miraban con terror y desmayo"
– Matthew d'Escourcy

A pesar de que Talbot es generalmente recordado como un gran soldado grande, algunos han puesto esto en duda. En particular, se le ha acusado de temerario. La rapidez y la agresividad fueron elementos claves para el éxito en la guerra medieval, y la inferioridad numérica de Talbot necesitaba el factor sorpresa. Además, a menudo estaba en la posición de forzar batalla contra adversarios poco dispuestos. En su derrota en Patay en 1429, Sir John Fastolf le había recomendado no luchar allí, pero los franceses, inspirados por Juana de Arco, mostraron un espíritu de lucha precedentes– normalmente se acercaban a las posiciones inglesas con miedo. La acusación de temeridad está quizá más justificada en Castillon donde Talbot, confundido por informes falsos de una retirada francés, atacó frontalmente al campamento enemigo - afrontando la artillería enemiga.

## Influencia cultural
Es retratado heroicamente en Enrique VI, Parte 1 de Shakespeare: "Valiente Lord Talbot, Conde de Shrewsbury, Creado, para su raro éxito raro en las armas". Todos los fracasos de Talbot son atribuidos a Fastolf y a las intrigas de la corte inglesa. Thomas Nashe, comentando la obra en su folleto Pierce Penniless, declaraba que Talbot era inspirador para los nuevos ingleses, dos siglos después de su muerte,

### Ficción
John Talbot aparece como uno de los personajes del videojuego de Koei Bladestorm: La Guerra de los Cien Años, apareciendo como el brazo izquierdo de Eduardo, el Príncipe Negro.
Talbot aparece como uno de los antagonistas principales en el juego de PSP Jeanne d'Arc.

## Otras fuentes
- Allmand, C T (1983) Lancastrian Normandy, 1415–1450: The History of a Medieval Occupation. New York: Clarendon Press, Oxford University Press, Pp. xiii, 349
- Barker, J. (2000) The Hundred Years War
- Bradbury, M. (1983) Medieval Archery
- Elder, A. (1985). «Lancastrian Normandy, 1415-1450: The History of a Medieval Occupation. C. T. Allmand John Talbot and the War in France, 1427-1453. A. J. Pollard». Speculum 60 (4): 939-41. doi:10.2307/2853735.
- Mortimer, I. (2008), 1415: A Year of Glory
- Pollard, A.J. (1983) John Talbot and the War in France, 1427-1453, Atlantic Highlands, NJ: Humanities Press, Inc
- Sumption, J. (2004) The Hundred Years War: Trial by Fire vol. 2 of 2
- Talbot, Rev H., (1980) The English Achilles:  the life of John Talbot

## Ampliación
- Burke, J. (1846). A General and Heraldic Dictionary of the Peerages of England, Ireland, and Scotland, extinct, dormant, and in abeyance (3rd edición). London: Henry Colburn.
- Chernaik, Warren L. (2007). «1 Henry VI: brave Talbot and his adversaries». The Cambridge Introduction to Shakespeare's History Plays. Cambridge University Press. ISBN 978-0-521-67120-0.
- Doyle, J. (1886). The Official Baronage of England 3. London: Longmans, Green & Co. OCLC 2277334.
- Jones, M. (1994). «The Relief of Avranches (1439): An English Feat of Arms at the End of the Hundred Years War».  En Nicholas Rogers, ed. England in the Fifteenth Century. Harlaxton Medieval Studies (new series) 4. Stamford: Paul Watkins. pp. 42-55. ISBN 978-1-871615-67-8.
- Pearlman, E. (1996). «Shakespeare at Work: The Two Talbots». Philological Quarterly 75 (1): 1-22.
- Reeves, Compton (Fall 1984). Albion. 16.3: 279–280. doi:10.2307/4048761.
- Richardson, D. (2011).  Kimball G. Everingham, ed. Plantagenet Ancestry 3 (2nd edición). p. 324. ISBN 978-1-4499-6635-5.
- Riddell, J. (1977). «Talbot and the Countess of Auvergne». Shakespeare Quarterly 28 (1): 51-57. Archivado desde el original el 14 de mayo de 2018. Consultado el 19 de noviembre de 2019.
- Rodgers, Joel (2013). «Talbot, Incorporated».  En Martin Procházka; Michael Dobson, eds. Renaissance Shakespeare: Shakespeare Renaissances—Proceedings of the Ninth World Shakespeare Congress. Rowman & Littlefield. pp. 21-28. ISBN 978-1-61149-460-0.
- Woodcock, Matthew (2004). «John Talbot, Terror of the French: A Continuing Tradition». Notes and Queries 51: 249-251. doi:10.1093/nq/51.3.249.

- Datos: Q561173
- Multimedia: John Talbot, 1st Earl of Shrewsbury / Q561173